# Sphaerodactylus ruibali
Sphaerodactylus ruibali — вид геконоподібних ящірок родини Sphaerodactylidae. Ендемік Куби.

## Поширення і екологія
Sphaerodactylus ruibali мешкають на південному заході Куби, на південному узбережжі провінції Гуантанамо. Вони живуть в прибережних хвойних лісах, в сухих чагарникових заростях та на порослих травою пагорбах, серед опалого листя і під камінням. Зустрічаються на висоті до 200 м над рівнем моря. Відкладають яйця.

## Збереження
МСОП класифікує цей вид як такий, що перебуває під загрозою зникнення. Sphaerodactylus ruibali загрожує знищення природного середовища. . 